# Maillet, Indre
Maillet là một xã ở tỉnh Indre khu vực trung bộ Pháp. Xã này có diện tích 25,02 km², dân số thời điểm năm 1999 là 248 người. Khu vực này có độ cao trung bình 224 mét trên mực nước biển.